# Boštjan Kline
Boštjan Kline (* 9. März 1991 in Maribor) ist ein ehemaliger slowenischer Skirennläufer. Er war auf die Disziplinen Abfahrt und Super-G spezialisiert. Er gewann ein Weltcuprennen sowie im Jahr 2011 zwei Juniorenweltmeistertitel.

## Werdegang
Als 15-Jähriger nahm Kline ab Dezember 2006 an FIS-Rennen teil, Einsätze im Europacup folgten ab Januar 2008. Früh begann sich eine Spezialisierung auf die schnellen Disziplinen abzuzeichnen. In die Punkteränge des Europacups fuhr er erstmals im Februar 2009. Sein Debüt im Weltcup hatte er am 12. Dezember 2009 in der Super-Kombination von Val-d’Isère, wobei er im Slalomlauf ausschied. Zwölf Tage später konnte er zum ersten Mal ein FIS-Rennen für sich entscheiden. Kurz nachdem er im Europacup erstmals unter die besten zehn gefahren war, gewann er bei den Juniorenweltmeisterschaften 2010 in Megève die Bronzemedaille in der Abfahrt. Weitere Einsätze im Weltcup erbrachten eher mäßige Ergebnisse.
Bei den Juniorenweltmeisterschaften 2011 in Crans-Montana gewann Kline sowohl in der Abfahrt als auch im Super-G die Goldmedaille. Damit qualifizierte er sich für das Weltcup-Finale in Lenzerheide. Am 16. März 2011 fuhr er dort in der Abfahrt, bei seinem insgesamt siebten Weltcuprennen, auf Platz 15 und gewann erstmals Weltcuppunkte. In der Saison 2011/12 konnte sich Kline nur einmal in den Weltcup-Punkterängen klassieren, in der Saison 2012/13 immerhin viermal. Dabei kam er jeweils nicht über einen 25. Platz hinaus. Bei einer Abfahrt im Rahmen des South American Cup am 3. September 2013 im chilenischen La Parva erlitt er einen Kreuzbandriss und musste die gesamte folgende Saison aussetzen.
Zu Beginn der Saison 2014/15 fuhr Kline erstmals unter die Top 15. Am 30. Januar 2016 stand er bei der Abfahrt in Garmisch-Partenkirchen als Zweiter zum ersten Mal auf einem Weltcup-Podest. Beim Super-G in Hinterstoder am 27. Februar konnte er ebenfalls Platz 2 erreichen; in beiden Fällen musste er sich nur Aleksander Aamodt Kilde geschlagen geben. Klines Leistungen in der Saison 2016/17 waren zunächst unbeständig; neben Top-10-Platzierungen hatte er auch mehrere Ausfälle zu verzeichnen. Bei den Weltmeisterschaften 2017 in St. Moritz erzielte er mit Platz 7 in der Abfahrt sein bisher bestes WM-Ergebnis. Kurz darauf feierte er am 24. Februar 2017 etwas überraschend in der Abfahrt von Kvitfjell seinen ersten Weltcupsieg. Damit war er nach Andrej Jerman der zweite slowenische Läufer, der eine Weltcupabfahrt gewinnen konnte.
In der nächsten Weltcupsaison 2017/18 kam Kline nicht über einen 13. Platz hinaus. Sein bestes Saisonergebnis war der 10. Platz im Super-G bei den Olympischen Winterspielen 2018 in Pyeongchang.
Im April 2022 zog er sich im Training eine schwere Verletzung am rechten Unterschenkel zu. Zu einer Rückkehr in den Weltcup kam es nicht mehr. Schließlich erklärte er Ende November 2024 seinen endgültigen Rücktritt vom aktiven Leistungssport.
Kline ist verheiratet. Gemeinsam mit seiner Frau Neža haben sie einen Sohn.

## Erfolge

### Olympische Spiele
- Pyeongchang 2018: 10. Super-G, 27. Abfahrt
- Peking 2022: 10. Abfahrt, 20. Super-G

### Weltmeisterschaften
- Schladming 2013: 30. Super-G
- Vail/Beaver Creek 2015: 33. Abfahrt
- St. Moritz 2017: 7. Abfahrt
- Åre 2019: 20. Abfahrt
- Cortina d’Ampezzo 2021: 15. Abfahrt, 24. Super-G

### Weltcup
- 3 Podestplätze, davon 1 Sieg:

| Datum            | Ort       | Land     | Disziplin |
| ---------------- | --------- | -------- | --------- |
| 24. Februar 2017 | Kvitfjell | Norwegen | Abfahrt   |

### Weltcupwertungen
| Saison  | Gesamt                              | Gesamt                              | Abfahrt                             | Abfahrt                             | Super-G                             | Super-G                             | Kombination                         | Kombination                         |
| Saison  | Platz                               | Punkte                              | Platz                               | Punkte                              | Platz                               | Punkte                              | Platz                               | Punkte                              |
| ------- | ----------------------------------- | ----------------------------------- | ----------------------------------- | ----------------------------------- | ----------------------------------- | ----------------------------------- | ----------------------------------- | ----------------------------------- |
| 2010/11 | 130.                                | 16                                  | 45.                                 | 16                                  | –                                   | –                                   | –                                   | –                                   |
| 2011/12 | 135.                                | 6                                   | –                                   | –                                   | 54.                                 | 6                                   | –                                   | –                                   |
| 2012/13 | 120.                                | 14                                  | 50.                                 | 8                                   | 47.                                 | 6                                   | –                                   | –                                   |
| 2013/14 | verletzungsbedingt keine Ergebnisse | verletzungsbedingt keine Ergebnisse | verletzungsbedingt keine Ergebnisse | verletzungsbedingt keine Ergebnisse | verletzungsbedingt keine Ergebnisse | verletzungsbedingt keine Ergebnisse | verletzungsbedingt keine Ergebnisse | verletzungsbedingt keine Ergebnisse |
| 2014/15 | 101.                                | 41                                  | 39.                                 | 30                                  | 44.                                 | 11                                  | –                                   | –                                   |
| 2015/16 | 22.                                 | 372                                 | 17.                                 | 185                                 | 14.                                 | 172                                 | 30.                                 | 15                                  |
| 2016/17 | 20.                                 | 352                                 | 10.                                 | 230                                 | 11.                                 | 122                                 | –                                   | –                                   |
| 2017/18 | 71.                                 | 83                                  | 36.                                 | 24                                  | 26.                                 | 45                                  | 28.                                 | 14                                  |
| 2018/19 | 86.                                 | 67                                  | 55.                                 | 4                                   | 21.                                 | 63                                  | –                                   | –                                   |
| 2019/20 | 126.                                | 23                                  | –                                   | –                                   | 33.                                 | 23                                  | –                                   | –                                   |
| 2020/21 | 106.                                | 32                                  | 42.                                 | 17                                  | 45.                                 | 15                                  | –                                   | –                                   |
| 2021/22 | 72.                                 | 100                                 | 24.                                 | 95                                  | 47.                                 | 5                                   | –                                   | –                                   |

### Nor-Am Cup
- Saison 2018/19: 10. Abfahrtswertung
- 1 Podestplatz

### Juniorenweltmeisterschaften
- Formigal 2008: 6. Super-G, 28. Abfahrt
- Garmisch-Partenkirchen 2009: 16. Super-G, 25. Abfahrt
- Megève 2010: 3. Abfahrt
- Crans-Montana 2011: 1. Abfahrt, 1. Super-G, 14. Riesenslalom

### Weitere Erfolge
- 4 slowenische Meistertitel (Abfahrt 2013, Super-G und Kombination 2015, Abfahrt 2016)
- 4 Podestplätze im South American Cup, davon 2 Siege
- 5 Siege in FIS-Rennen